# Birgitta Stål
Birgitta Stål är svensk företagsperson som under 2004-2008 var vd för TV8.
År 2004 efterträdde Stål Anna Rastner som vd för TV8. Rastner blev istället programchef på kanalen. Innan hon kom till MTG hade hon arbetat för Handelshögskolan i Stockholm.
Under Ståls ledning genomgick TV8 en förändring från en kanal som sände egenproducerade program ett par timmar under sen kväll till en bredare aktualitets- och underhållningskanal.
Mot slutet av 2008 presenterade MTG en ny struktur för den svenska reklam-tv-verksamheten, vilket innebar att TV8 och ZTV slog ihop med TV3 och TV6:s organisation. Manfred Aronsson blev chef för den nya organisationen, vilket innebar att Stål fick lämna vd-posten på TV8.